# Selysioneura stenomantis
Selysioneura stenomantis – gatunek ważki z rodziny Isostictidae.